# Arberes nyelv
Az arberes nyelv (saját nevén Arbërisht, vagy Arbërishte, albánul Gjuha Arbërishte, olaszul Lingua arberesca) az albán nyelvből származó Dél-Olaszországban beszélt nyelv, amelyet az ottani arberesek használnak. Mivel az albánnak az indoeurópai nyelvcsaládon belül nincs közvetlen rokona, így az arberes sem rokonítható máshoz. A nyelvészek közül sokan, és az albánok, valamint arberesek is úgy tekintik, hogy az arberes tekinthető külön nyelvnek a szokványos irodalmi albán mellett.
A rettegett császári hadvezér Giorgio Basta is arberes anyanyelvű volt

## Eredete
Az arberes nyelv az albán toszk nyelvjárásából, azonbelül döntően annak arvaniti alnyelvjárásából való, ezért annak régi archaikus vonásait az arberes megőrizte. A 15. században Albániát meghódította az Oszmán Birodalom, az albán vezetőség és lakosság jórésze áttért az iszlám hitre. Nagyon sok keresztény albán hajókkal menekült el Dél-Itáliába. Főleg arvanati albánok voltak, de akadtak közöttük más toszk dialektust beszélők. Az akkori toszkban még voltak olyan görög nyelvi elemek, melyek a mostani nyelvhasználatból már kivesztek, de az arberes ezeket megőrizte. Az arberesek elődei részben epiruszi toszk albánok voltak, akiknek nyelvében nagy volt nyilván a görög hatás.
Az albánok Calabria, Molise (itt él egy önállósult nyelvjárást, a molisei nyelvet beszélő horvát kisebbség is), Puglia, Basilicata, Campania, Abruzzo vidékein beszélnek arberesük, de költöztek albánok Szicíliába is. Szétszórt elhelyezkedésükből adódóan különböző nyelvek és nyelvjárások hatásai alá kerültek, ezért előfordul, hogy még egymást is nehezen értik meg. Így a félsziget déli csücskében élők nyelvjárásában calabriai, míg a középső területeken a nápolyi nyelv hatása érvényesül. A szicíliaiak a szicíliai nyelvből kölcsönöztek elemeket. Mivel a régióknak jó kapcsolatuk volt a görög területekkel, ezért az arberes további görög elemeket szívott magába, olyanokat is, amelyek a mostani albán nyelvben és dialektusokban nincsenek.
Az arberesek a keresztény szertartásokon mindvégig használták saját nyelvüket, így abból lett az arberes irodalmi nyelv is. Csak 1980-as évektől lehetett szó arról, hogy oktatási nyelv lehessen és ne csak a liturgia használja. Mivel az albán már teljesen érthetetlen volt számukra, ezért minden arberes kizárólag a saját nyelve művelését óhajtotta. Habár az olasz államok és városok, valamint az Oszmán Birodalom között, így Albánia felé is széles kereskedelmi kapcsolatok voltak, ennek ellenére az arbereseket az albániai honfitársaiktól vallásuk is éppúgy elválasztotta, mint a politikai határok és az Adriai-tenger. A 20. században Enver Hoxha totális elzárkózást hirdető diktatúrája révén az arberesek teljesen távol kerültek Albániától, így már semmi nem akadályozhatta meg, hogy az arberesek külön néppé válljanak, saját nyelvvel. Az anyaország sem tett nagyon kísérleteket, sem a két világháború között, sem a kommunizmusban, hogy közelebb hozza magához az arbereseket, noha egy időben Albánia olasz megszállás alatt is állt.

## Jellemzői
Az arberes mutációja az albántól csaknem 100%-os, mivel noha vannak szemmel láthatóan hasonló szavak, ezek leggyakrabban teljesen más jelentést hordoznak. Így például az arberes shurbenj jelentése munka. Egészen közel áll hozzá shërbej albán kifejezés is, aminek azonban a jelentése szolgálat. A kopíl szót az arberesek fiatal fiúkra használják, míg az albánban fattyú jelentést hordoz. Etimológiai tekintetben azonban a szavak bizonyosan összefüggnek, mivel a szolgálat is önmagában a munka egy formája, s az arberesben épp ezen jelentéssel van felruházva a shurbenj kifejezés.
Az arberes hanglejtése, intonációja, palatalizációja és morfológiája is teljesen eltér. A rendkívüli eltérések miatt az albán és az arberes között gyakorlatilag nincs is kölcsönös érthetőség. A szókészlet 90%-a is teljességgel más, sokaknál az utolsó szótag hasonlít. Így a nagyapa az arberesben Tatloshi, míg az albánban gjyshi.
| Áti jinë                         | çë je                            | në                               | qiell,                           | shejtëruarkloftë              | embri                         | jít.                          |
| Ati ynë                          | që je                            | në                               | qiell,                           | u shënjtëroftë                | emri                          | yt.                           |
| Ati ynë                          | që je                            | në                               | qiell,                           | shejtnue kjoftë               | emni                          | yt.                           |
| Mi Atyánk, ki vagy a mennyekben! | Mi Atyánk, ki vagy a mennyekben! | Mi Atyánk, ki vagy a mennyekben! | Mi Atyánk, ki vagy a mennyekben! | Szenteltessék meg a Te neved! | Szenteltessék meg a Te neved! | Szenteltessék meg a Te neved! |

| járthshit                | rregjëria                | jóte;                    | ubëftë                    | vullimi                   | jít,                      |
| arthtë                   | mbretëria                | jote;                    | u bëftë                   | dëshira                   | jote,                     |
| ardhtë                   | mbretnia                 | jote;                    | u baftë                   | vullnesa                  | jote,                     |
| Jöjjön el a Te országod! | Jöjjön el a Te országod! | Jöjjön el a Te országod! | Legyen meg a Te akaratod! | Legyen meg a Te akaratod! | Legyen meg a Te akaratod! |

| si në                             | qiell, | ashtú | në  | dhé; |
| si në                             | qiell, | edhe  | mbi | dhe. |
| si në                             | qiell  | ashtu | në  | dhe. |
| Mint a mennyben, úgy a földön is! |        |       |     |      |

| bukën                                          | tënë | të përditshme  | ena   | neve | sòt; |
| bukën                                          | tonë | të përditëshme | jepna | neve | sot; |
| bukën                                          | tonë | të përditshme  | epna  | ne   | sot; |
| A mi mindennapi kenyerünket add meg nékünk ma! |      |                |       |      |      |

| ndjena                          | dëtyrët                      | tóna,                        |       |
| edhe                            | falna                        | fajet                        | tona, |
| e ndiejna ne fajet e mëkatet    | e ndiejna ne fajet e mëkatet | e ndiejna ne fajet e mëkatet | tona, |
| És bocsásd meg a mi vétkeinket! |                              |                              |       |

| si                                                       | na              | ja              | ndjejëm         | dëtyruamëvet    | tanë;      |       |
| sikundër                                                 | edhe            | ne              | ua              | falim           | fajtorëvet | tanë; |
| si i ndiejmë na                                          | si i ndiejmë na | si i ndiejmë na | si i ndiejmë na | si i ndiejmë na | fajtorët   | tanë; |
| Mint mi is megbocsátunk azoknak akik ellenünk vétkeztek! |                 |                 |                 |                 |            |       |

| e                             | mos                           | na                            | le                            | të                            | bien                          | në                                   | ngarje,                              | pó                                   | lirona                               | nga                                  | i | ligu; |
| edhe                          | mos                           | na                            | shtjerë                       | në                            | ngasje,                       | po                                   | shpëtona                             | nga                                  | i                                    | ligu;                                |   |       |
| e                             | mos                           | na                            | len me ra                     | në                            | keq,                          | por                                  | largona                              | prej gjith së keq;                   | prej gjith së keq;                   | prej gjith së keq;                   |   |       |
| És ne vígy minket kísértetbe! | És ne vígy minket kísértetbe! | És ne vígy minket kísértetbe! | És ne vígy minket kísértetbe! | És ne vígy minket kísértetbe! | És ne vígy minket kísértetbe! | De szabadíts meg minket a gonosztól. | De szabadíts meg minket a gonosztól. | De szabadíts meg minket a gonosztól. | De szabadíts meg minket a gonosztól. | De szabadíts meg minket a gonosztól. |   |       |

| se                                                           | jótja  | isht  | rregjëria, | fuqia | e     | lëvdia | për    | jétë | të    | jetëvet. |          |
| sepse                                                        | jotja  | është | mbretëria  | e     | fuqia | e      | lavdia | në   | jetët | të       | jetëvet. |
| sepse                                                        | joteja | âsht  | rregjinija | e     | fuqia | e      | lafti  | në   | jetët | të       | jetëvet. |
| Mert tiéd az ország és a hatalom és a dicsőség, mind örökké. |        |       |            |       |       |        |        |      |       |          |          |

## Neve
Az arberes név valószínűleg a görög Άρβανα szóra megy vissza, amely a középkorban Albánia görög neve volt. Az Albániából elmenekült toszkok nyelvében, mint említésre került már nagyfokú görög hatás volt, ezért bizonyos, hogy az arberes kifejezés is ebből van.
Egy másik elképzelés szerint a geg dialektusból való Tarbrisht lehet az őse.

## Az olasz nyelv hatása
Az olasz és regionális területi nyelveinek hatása nagy az arberesben. Az arberesek keresztnevei is jórészt az olaszból származnak. Természetesen nem egyedülálló jelenség ez, hisz Magyarországon is a külön területi nyelvvel rendelkező magyarországi szlovének (vend nyelv) és burgenlandi horvátok (gradišćei nyelv) is számos keresztnevet, vagy kifejezést a Bibliában a magyarból vettek át.

## Beszélői
Ma 80 ezer ember tekint magát az arberesekhez tartozónak és legtöbbjük vállalta is, hogy arberesül beszél. Becslések szerint azonban az arberes nyelvűek száma sokkal nagyobb lehet: 260 ezren élnek, sokuk a szegénység és a munkanélküliség miatt külföldön, Németországban, Ausztriában, Hollandiában, az Egyesült Államokban, de voltak akik visszatelepültek az anyaországba.
Ma is számos arberes nacionalista, vagy neofasiszta támadásnak van kitéve Olaszországban és a maffia is beférkőzött közéjük.

## Az arberes sztenderdizálása
Az 1980-as évek óta folyik az irodalmi nyelv kialakítása az arberes számára, s működnek arberes újságok, rádió és televízió is. Az arberesek egyáltalán nem igénylik az albán irodalmi nyelv használatát, a kettejük között levő érthetetlenségek miatt.
A korai arberes irodalmi nyelvű szövegek mind-mind egyházi szövegek voltak, imádságok, templomi énekek és prédikációk. A szövegeket már akkor latin ábécével írták, hosszú ideig az egyházi latin ortográfiáját, majd később olasz ábécét használták. A sztenderd nyelv kialakításán dolgozó átvették az albán ábécét, mivel ez alkalmas az arberes hangjainak leképezésére. Az írók azonban a neologizmusnál nem veszik alapul az albánt, vagy annak dialektusait, mert nem tudnak közös elemet találni és emiatt nem hajlandóak alárendelni az arberest albán irodalmi nyelvnek.

## Fordítás
- Ez a szócikk részben vagy egészben  az   Arbëresh language című angol Wikipédia-szócikk fordításán alapul.  Az eredeti cikk szerkesztőit annak laptörténete sorolja fel. Ez a jelzés csupán a megfogalmazás eredetét és a szerzői jogokat jelzi, nem szolgál a cikkben szereplő információk forrásmegjelöléseként.